# Limitations de vitesse en Espagne
 (mars 2009).
Si vous disposez d'ouvrages ou d'articles de référence ou si vous connaissez des sites web de qualité traitant du thème abordé ici, merci de compléter l'article en donnant les références utiles à sa vérifiabilité et en les liant à la section « Notes et références ».
Les limitations de vitesse en Espagne varient en fonction du type de route et du type de véhicule. Elles ne sont pas identiques aux limitations de vitesse des autres pays européens.
Pour les véhicules légers, sans remorques et qui ne sont pas des camionnettes, les limitations sont les suivantes :
- Agglomération : 50 km/h, mais 85% des rues de Madrid sont limitées à 30 km/h[1].
  - 20 km/h dans les zones de circulation partagées chaussée/trottoir (véhicules et piétons)
  - 30 km/h dans les rues à une voie par sens de circulation
  - 50 km/h dans les rues à deux voies par sens de circulation[2].
- Hors agglomération, routes ordinaires (à double sens sans terre-plein central) : 90 km/h[3].
- Routes pour automobiles (« vía para automóviles », avant 2003 dénommées « vía rápida »), à savoir : des chaussées uniques avec des croisements de type autoroutier (avec des sorties et des entrées ne mettant pas les conducteurs en péril de collision) : 100 km/h[réf. nécessaire].
- Sur les autoroutes (« autopista ») et voies rapides (« autovía ») : 120 km/h[4] (100 km/h pour les autocars et utilitaires légers[5]).

Pour les poids-lourds, les camionnettes, les camping-cars de plus de 3,5 t et les voitures avec remorque, elles sont de 80 km/h sur route et 90 km/h sur autoroute.
Les bicyclettes et cyclomoteurs sont limités à 45 km/h.

## Histoire
Du 7 mars au 30 juin 2011, la limitation sur autoroute avait été abaissée à 110 km/h pour économiser le carburant, mais la mesure a été annulée après quatre mois d'expérimentation.
Selon le journal El Pais, le journal le plus lu en Espagne, avec une limitation de vitesse à 100 km/h l’Espagne était en 2018 l'un des pays d'Europe disposant de la vitesse maximum parmi les plus importantes sur les chaussées à double sens de circulation (une voie pour chaque sens).
Depuis le 29 janvier 2019, la limite de vitesse sur route ordinaire a été abaissée de 100 km/h à 90 km/h.
Depuis 2021, les limitations urbaines de vitesse ont changé; les nouvelles limitations sont les suivantes :
- 20 km/h dans les zones de circulation partagées chaussée/trottoir (véhicules et piétons)
- 30 km/h dans les rues à une voie par sens de circulation
- 50 km/h dans les rues à deux voies par sens de circulation[2].

### Évolution des statistiques d'accident

#### Premier semestre
Entre le premier janvier 2019 et le 15 juillet 2019, avec la baisse de vitesse, la mortalité sur les réseaux interurbains, c'est-à-dire ruraux, a baissé de 10% passant de 610 sur la même période en 2018, à 552 en 2019. L'évolution de cette mortalité dépend des régions: les sept régions où la mortalité était supérieure à 30 sur cette période, Andalousie, Aragon, Castille La Manche, Castille y Leon, Catalogne, Galice et communauté valencienne, qui cumulaient 445 morts sur la période en 2018 représentent les 72% de la mortalité espagnole, ont vu la mortalité baisser à 375 sur la période en 2019, soit 16%, soit 70 vies sauvées. Les dix autres régions, d'une mortalité moindre, ont vu leur mortalité totale augmenter sur la période passant de 165 en 2018 à 177 en 2019, soit une hausse de 7% constituée de 12 tués. La plus forte hausse de mortalité concerne la région de Madrid qui a vu sa mortalité rurale plus que doubler.
Entre le premier janvier 2019 et le 27 aout 2019, avec la baisse de vitesse, la mortalité sur les réseaux interurbains, c'est-à-dire ruraux, a baissé de 12% passant de 789 en 2018 à 696 en 2019.
Entre le premier janvier 2019 et le 26 septembre 2019, avec la baisse de vitesse, la mortalité sur les réseaux interurbains, c'est-à-dire ruraux, a sauvé plus de 100 vies, en baissant de 12% passant de 888 tués en 2018 à 783 tués en 2019.

#### Variations mensuelles et saisonnières
Pour des raisons techniques, il est temporairement impossible d'afficher le graphique qui aurait dû être présenté ici.

Durant les mois de juillet et août 2019, le nombre de tués sur les réseaux interurbains (hors autoroutes) a diminué de 45 par rapport à 2018. Le nombre de tués dans des voitures de tourisme a diminué de 24% avec 30 vies sauvées; le nombre de piétons tués a diminué de 50%, avec 13 vies sauvées. La mortalité des hommes a bénéficié d'une baisse de 20% avec 43 vies sauvées quand la mortalité des femmes n'a baissé que d'environ 4% avec 2 vies sauvées. La mortalité chez les 15-24 ans a baissé de 38% avec 14 vies sauvées. Ces 45 vies ont été sauvées alors que le nombre de déplacements a augmenté de 3% et que la limitation de vitesse a diminué de 100 à 90 km/h d'un été à l'autre.

#### Variations régionales
| Région                 | Tués au 9 décembre 2018 | Tués au 9 décembre 2019 | Différence | Évolution tués |
| ---------------------- | ----------------------- | ----------------------- | ---------- | -------------- |
| Catalogne              | 186                     | 165                     | -21        | -11%           |
| Andalousie             | 155                     | 186                     | 31         | 20%            |
| Communauté valencienne | 127                     | 91                      | -36        | -28%           |
| Castilla y Leon        | 119                     | 94                      | -25        | -21%           |
| Galice                 | 98                      | 85                      | -13        |                |
| Toutes les régions     | 1118                    | 1033                    | -85        | -8%            |

#### Année 2019 complète
Sur l'année 2019 complète, le nombre de tués en 24 heures sur routes interurbaines est de 1098, le minimum historique du pays.
Cette année là augmentent de respectivement 2,5%, 2,2% et 1,3% les nombres de déplacement de véhicules et de conducteurs, mais en même temps diminuent respectivement de 9,5%, 6,7%, 7,6%, 3,8%  les nombres de tués sur voies conventionnelles, d'accidents, de tués et de blessés graves.
L'année 2019 a connu 37 jours sans aucun tué, et a été la première année sans aucune personne tuée en autocar sur route interurbaine.
Avec 598 tués en véhicule de tourisme en 2018, contre 505 en 2019, le nombre de tués en véhicule de tourisme est supérieur de 18,4% en 2018 comparé à 2019.

## Les panneaux de signalisation
Les panneaux règlementaires utilisés en Espagne en matière de limitation de vitesse sont les suivants :

Les Autopistas (autoroutes), limitées en général à 120 km/h
Les Autovías (voies rapides), limitées en général à 120 km/h
Panneau annonçant un radar fixe sur route
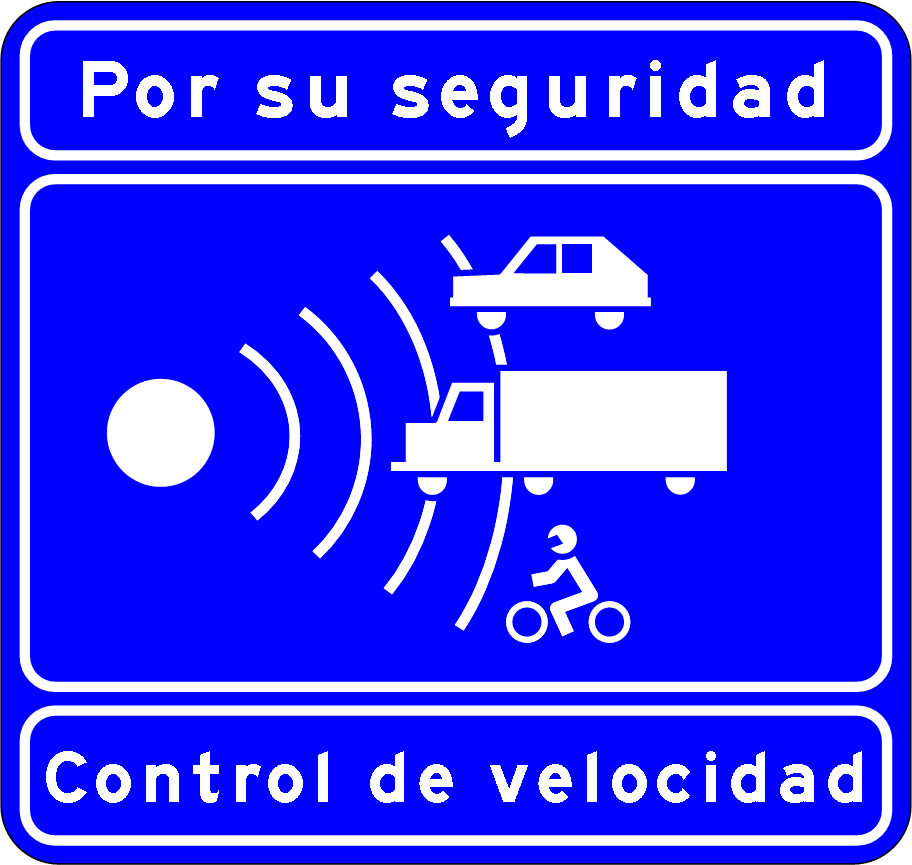
Panneau annonçant des radars fixes sur autoroute et autovías

## Vitesse de dépassement de cyclistes
En Espagne, la vitesse maximale pour le dépassement de cyclistes est inférieure de 20 km/h à la limitation de vitesse de la route.

## Performances/Vision zero
| Routes non urbaines hors autoroutes (dites rurales)                                                                    | Routes urbaines | Autoroutes |
| Pour des raisons techniques, il est temporairement impossible d'afficher le graphique qui aurait dû être présenté ici. | Pour des raisons techniques, il est temporairement impossible d'afficher le graphique qui aurait dû être présenté ici. | Pour des raisons techniques, il est temporairement impossible d'afficher le graphique qui aurait dû être présenté ici. |
| En Espagne, 64% des tués le sont sur routes rurales, 16% sur autoroutes, et 20% sur routes urbaines                    | | |
| - Source ETSC | | |

## Autres règles
- Alcoolémie maximum autorisée au volant : 
  - 0,5 g/L d'alcool dans le sang
  - 0,3 g/L si moins de 2 ans de permis
- Obligation de posséder 2 triangles de pré-signalisation (1 pour l'avant de la voiture, un pour l'arrière) puis un gilet fluorescent devant être rangé dans l'habitacle. Fortes amendes en cas d'absence dans le véhicule.
- L'obligation de posséder une boîte d'ampoules de rechange n'existe plus depuis janvier 2010[14].